# Semicassis thomsoni
Semicassis thomsoni är en snäckart som först beskrevs av Brazier 1875.  Semicassis thomsoni ingår i släktet Semicassis och familjen hjälmsnäckor. Inga underarter finns listade i Catalogue of Life.